# لاک‌پشت‌های نینجا (فیلم ۱۹۹۰)
لاک‌پشت‌های نینجا با نام اصلی لاک‌پشت‌های نینجای جهش‌یافته نوجوان (انگلیسی: Teenage Mutant Ninja Turtles) یک فیلم سینمایی در ژانر اکشن به کارگردانی استیو بارون است که در سال ۱۹۹۰ منتشر شد. از بازیگران آن می‌توان به الیاس کوتیاس، جاش پایس، جیمز سایتو، سام راکول و جودیت هوگ اشاره کرد. این فیلم قدیمی‌ترین و اولین مجموعه از لاک‌پشت‌های نینجا اثر کوین ایستمن و پیتر لرد است.
فیلم‌های لاک پشت‌های نینجا ۲: راز اووز و لاک‌پشت‌های نینجای جهش‌یافته نوجوان ۳ دنباله این فیلم می‌باشند.

## داستان
در سال ۱۹۹۰، هم‌زمان با وقوع موجی از جرایم در نیویورک، خبرنگار تلویزیونی آوریل اونیل در جریان تحقیق روی این موضوع، مورد حملهٔ دزدان قرار می‌گیرد، اما گروهی از نجات‌دهندگان ناشناس جانش را نجات می‌دهند. این نجات‌دهندگان، لاک‌پشت‌های نینجای نوجوان جهش‌یافته هستند: لئوناردو، دوناتلو، مایکل‌آنجلو و رافائل. آن‌ها به مخفیگاه خود در فاضلاب بازمی‌گردند، جایی که پدر خوانده‌شان، موشی به‌نام اسپلینتر، به آن‌ها توصیه می‌کند که تمرین هنر نینجوتسو را ادامه دهند. رافائل که به سطح شهر رفته، با کیسی جونز، یکی دیگر از نجات‌دهندگان، درگیر می‌شود و سپس با راهنمایی اسپلینتر آرام می‌گیرد.
چارلز پنینگتون، رئیس آوریل در شبکهٔ خبری کانال ۳، با پسر ناهنجارش، دنی، دچار مشکل است. دنی جذب گروه قبیله فوت، سازمانی مرموز از نینجاهای جوان، شده و به آن‌ها در سرقت‌های زنجیره‌ای کمک می‌کند. آوریل به قبیله فوت مشکوک می‌شود و این موضوع خشم رئیس پلیس استرنز را برمی‌انگیزد. شردر، رهبر قبیله فوت، سربازانی را برای حمله به آوریل می‌فرستد. راف آن‌ها را شکست می‌دهد و آوریل بیهوش را به مخفیگاه لاک‌پشت‌ها می‌برد، بی‌آنکه بداند یک سرباز فوت آن‌ها را تعقیب کرده است. اسپلینتر برای آوریل توضیح می‌دهد که او و لاک‌پشت‌ها در اثر تماس با یک مادهٔ شیمیایی مرموز جهش یافته و به موجوداتی انسان‌واره تبدیل شده‌اند. پس از بدرقهٔ آوریل به خانه و اشتراک علاقه‌شان به پیتزا، لاک‌پشت‌ها درمی‌یابند که مخفیگاهشان غارت شده و اسپلینتر ربوده شده است؛ در نتیجه به آپارتمان آوریل بازمی‌گردند.
دنی دستگیر می‌شود و استرنز از این فرصت برای فشار بر چارلز استفاده می‌کند؛ چارلز نیز از آوریل می‌خواهد که از تحقیق دست بکشد. دنی که لاک‌پشت‌ها را در خانهٔ آوریل دیده، مکان آن‌ها را به شردر اطلاع می‌دهد. اسپلینتر در پایگاه قبیلهٔ فوت زندانی است. راف با لئوناردو بر سر رهبری گروه بحث می‌کند و سپس هدف کمین فوت قرار گرفته و به‌شدت زخمی می‌شود. لاک‌پشت‌ها با کمک کیسی با فوت می‌جنگند و در حالی‌که آپارتمان در حال سوختن است، با آوریل فرار می‌کنند. چارلز از طریق پیغام صوتی آوریل را اخراج می‌کند. دنی برای مشورت نزد اسپلینتر می‌رود و سپس از قبیله فوت می‌گریزد. لاک‌پشت‌ها به مزرعهٔ خانوادگی آوریل پناه می‌برند؛ جایی که او با کیسی رابطه‌ای دوستانه پیدا می‌کند و راف نیز بهبود می‌یابد. لئو در رؤیا اسپلینتر را می‌بیند و سایر لاک‌پشت‌ها را برای تماس ذهنی با او از طریق پرتاب روان گرد می‌آورد. اسپلینتر آخرین درس خود را می‌دهد و به آن‌ها الهام می‌بخشد تا به شهر بازگردند.
آن‌ها دنی را که در مخفیگاهشان پنهان شده پیدا می‌کنند و کیسی او را تا پایگاه قبیله فوت دنبال می‌کند. اسپلینتر برای دنی تعریف می‌کند که در ژاپن، به‌عنوان یک موش خانگی، نینجوتسو را با تماشای استادش، نینجایی به‌نام هاماتو یوشی، آموخته است. یوشی برای فرار از درگیری با رقیبش، اوروکو ساکی، بر سر عشق زن جوانی به‌نام تانگ شن، به‌همراه او به نیویورک می‌گریزد؛ اما ساکی از راه می‌رسد و آن‌ها را می‌کشد. اسپلینتر حدس می‌زند که ساکی با قبیله فوت ارتباط دارد. در این زمان شردر، که دنی را پیدا کرده، دستور قتل اسپلینتر را صادر می‌کند. کیسی و دنی اسپلینتر را آزاد می‌کنند و معاون شردر، تاتسو، را شکست می‌دهند؛ سپس باقی اعضای قبیله را قانع می‌کنند که مورد سوءاستفاده قرار گرفته‌اند.
لاک‌پشت‌ها حملهٔ نینجاهای فوت به مخفیگاهشان را دفع می‌کنند و آن‌ها را به خیابان‌ها می‌کشانند؛ سپس بر بام ساختمانی با شردر، که نیزه به‌دست دارد، روبه‌رو می‌شوند. پس از نبردی سنگین، شردر مدعی می‌شود اسپلینتر مرده است و لئوناردو را از پا درمی‌آورد و سایر لاک‌پشت‌ها را نیز خلع سلاح می‌کند. پیش از آن‌که شردر بتواند لئو را بکشد، اسپلینتر ظاهر می‌شود و هویت واقعی او را آشکار می‌سازد: اوروکو ساکی، که خود نیز اسپلینتر را به‌عنوان موش خانگی یوشی به یاد می‌آورد. شردر به سوی اسپلینتر یورش می‌برد، اما اسپلینتر با استفاده از نونچاکوی مایکی، نیزه‌اش را گیر می‌اندازد و او را از لبهٔ بام آویزان می‌کند. شردر در آخرین تلاشش چاقویی به‌سوی اسپلینتر پرتاب می‌کند، اما اسپلینتر او را به درون کامیون حمل زباله رها می‌کند. کیسی «به‌طور تصادفی» دستگاه فشرده‌سازی زباله را روشن می‌کند و شردر له می‌شود.
پلیس می‌رسد و اعضای قبیله فوت را بازداشت می‌کند، درحالی‌که یکی از نوجوان‌ها پلیس را به پایگاه پر از اموال دزدی‌شده راهنمایی می‌کند. گروه خبری کانال ۳ برای پوشش ماجرا می‌رسد و دنی به پدرش، چارلز، بازمی‌گردد؛ چارلز نیز شغل آوریل را به او برمی‌گرداند، با مزایای بیشتر. آوریل و کیسی یکدیگر را می‌بوسند و لاک‌پشت‌ها همراه اسپلینتر پیروزی خود را جشن می‌گیرند.